# Libération
Die Libération, kurz „Libé“ genannt, ist eine linksliberale französische Tageszeitung. 1973 gegründet und in Paris herausgegeben, gilt die Libération nach Le Monde und Le Figaro als eine der wichtigsten überregionalen Zeitungen Frankreichs. Hauptaktionär ist seit 2005 Édouard de Rothschild. Redaktionsleiter ist seit 2020 der franco-israelische Journalist Dov Alfon.

## Geschichte
Die Libération entstand im Frühjahr 1973 als Sprachrohr der französischen 68er-Bewegung und der Neuen Linken. Frühe Mitarbeiter waren unter anderem der Philosoph Michel Foucault, Zeitungsgründer war der Philosoph Jean-Paul Sartre.
Vor-Ausgaben erschienen im April, am 22. Mai war die Zeitung erstmals regulär an den Kiosks erhältlich.
Im Laufe der Jahre bewegte sich das Blatt vom linken Rand des politischen Spektrums in eine linksliberale Position, die in der deutschen Presse am ehesten mit der Haltung der früheren taz oder auch der Frankfurter Rundschau vor der Insolvenz 2012 vergleichbar war.
Laut Recherchen der taz verringerte sich zwischen 2000 und 2004 die Auflage kontinuierlich von 161.000 auf zuletzt 139.000 verkaufte Exemplare. Das bedeutete allein für das Jahr 2004 einen Auflagenrückgang von fast acht Prozent.
Die Mitarbeitergesellschaft Societé civile des personnels de Libération (SCPL) war über viele Jahre mit 39,4 Prozent Hauptaktionär des Blattes. Sie verringerte aus Finanznot Anfang 2005 ihren Anteil auf 20 Prozent. Auch die britische Fondsgesellschaft „3i“ hatte im November 2004 ihren Rückzug aus ihrer Fünftelbeteiligung erklärt.
Der Privatbankier und Rennstallbesitzer Édouard de Rothschild übernahm diese Kapitalbeteiligungen von zusammen 37 Prozent für 20 Millionen Euro im Januar 2005 und wurde damit zum Hauptaktionär des Blattes. Er sagt bislang, er wolle sich nicht in die inhaltliche Linie der Zeitung einmischen und somit die Unabhängigkeit der angeschlagenen Zeitung respektieren. Sein Ziel sei es, eine eigene Mediengruppe zu schaffen, die Paroli bieten könne.
Mitte September 2006 wandte sich die Libération mit einem eindringlichen Text an ihre Aktionäre und Leser; sie beschrieb ihre desolate Finanzlage und bat um jegliche Art von Ideen zur Unterstützung. Der Text endet mit einem persönlichen Appell:

« Avec vous, Libération vivra. Sans vous, il n’a plus de raison d’être, ni de paraître chaque jour. »

„Mit Ihnen wird die ‚Libération‘ leben. Ohne Sie hat sie weder Grund zu existieren, noch jeden Tag zu erscheinen.“

Im Jahre 2010 lag die Auflage schließlich nur noch bei 118.000.
Im Februar 2014 wurde bekannt, dass die Zeitung kurz vor der Insolvenz steht. Im vorangegangenen Jahr war die Auflage um 15 Prozent zurückgegangen und steht nun bei nur noch 100.000 Exemplaren. Die Haupteigentümer Bruno Ledoux und Edouard de Rothschild kündigten weitere tiefgreifende Sparmaßnahmen an; sie seien nicht mehr gewillt, neues Geld in die Zeitung zu investieren. Bereits in den vorhergehenden Jahren konnte Libération nur durch staatliche Presseförderungen in der Höhe von zehn Millionen Euro jährlich überleben.
Von 2014 bis 2020 war Patrick Drahi der Eigentümer der Libération, Drahi ist ein Industrieller, der den Konzern Altice leitet, der ihm auch zu großen Teilen gehört. 2020 übernahm Drahi Schulden der Tageszeitung in Höhe von 55 Millionen €. Dazu kamen 20 Millionen € zur weiteren Finanzierung. Durch geschickte Finanzkonstruktionen wurde ein Großteil dieser Summen durch Steuerreduktionen von Altice finanziert. Der französische Staat erlaubt es, in gewissen Grenzen, Verluste aus dem Pressegeschäft gegen Gewinne anderer Geschäftsbereiche gegenzurechnen, allerdings eigentlich nicht in diesem Umfang. Hinweis: diese Recherchen hat das Wirtschaftsmagazin Capital durchgeführt, welches zur Gruppe Bolloré gehört, Bolloré und Drahi sind Konkurrenten.  Seit 2020 hat Libération eine neue Leitung, Denis Oliviennes, ein bekannter französischer Journalist. Er hat die Belegschaft um ca. 50 Mitarbeiter erhöht, nachdem sie vorher um 30 verringert worden war. Er hat ebenfalls das Online Geschäft ausgebaut auf 51.508 digitale Abonnenten im Jahr 2021, eine Steigerung um 270 % in 2 Jahren. Außerdem zog die Zeitung in billigere Büros um und bezahlte 2020 nur noch 600.000 € statt 1.890.000 €. Der Geschäftsplan sah eine ausgeglichene Bilanz für 2023 vor.
Im September 2022 erklärte sich die Presse-Gruppe CMI (Elle, Marianne u. a.) von Daniel Křetínský bereit, Libération weitere 14 Millionen € als Kredit bereitzustellen, um die aktuellen Verluste zu decken. Der neue Geschäftsplan sieht ein ausgeglichenes Ergebnis bis 2026 vor.

## Name
Das Wort Libération ist in Frankreich verbunden mit der Befreiung von der Okkupation durch Nazi-Deutschland 1944/45. Ab 1941 gab die Résistance-Gruppe Libération in Lyon mit Emmanuel d’Astier und anderen eine Untergrundzeitung dieses Namens heraus, die mit der Befreiung von Paris bis zu ihrer Einstellung 1964 legal erschien.